# Patricio José (actor)
Patricio José (Aguascalientes, 1996) es un actor hispanomexicano. Es conocido por sus diversos papeles en telenovelas, entre ellos Lalo en Doña Flor y sus dos maridos (2019), Julián en Cita a ciegas (2019), Luis Iturbide en Eternamente amándonos (2023), y Renato Esquivel en Vivir de amor (2024).

## Biografía
Campos nació en 1996 en Aguascalientes, siendo hijo de padres españoles. Estudió actuación en el Centro de Educación Artística (CEA) en la Ciudad de México. Posee doble nacionalidad mexicana y española, ambas por nacimiento.

## Filmografía

### Televisión
| Año       | Título                           | Papel           | Notas               |
| --------- | -------------------------------- | --------------- | ------------------- |
| 2018      | La jefa del campeón              | Hernández       | Debut en televisión |
| 2017-2018 | Como dice el dicho               | Claudio/Brian   |                     |
| 2018      | La bella y las bestias           | Hombre          |                     |
| 2018      | Sin miedo a la verdad            | Bruno/Daniel    |                     |
| 2019      | Doña Flor y sus dos maridos      | Lalo            | [ 7 ] [ 8 ]         |
| 2019      | La Casa de las Flores            | Pedro           |                     |
| 2019      | Cita a ciegas                    | Julián          |                     |
| 2023      | Eternamente amándonos            | Luis Iturbide   | [ 9 ] [ 10 ]        |
| 2023-2024 | Tengo que morir todas las noches | Mateo           |                     |
| 2024      | Vivir de amor                    | Renato Esquivel | [ 11 ]              |

### Cine
| Año  | Título                 | Papel          | Notas                       |
| ---- | ---------------------- | -------------- | --------------------------- |
| 2021 | La isla de las muñecas | Daniel Siller  | Debut en cine               |
| 2022 | EXTIZE: Pinheadbanger  | Frank          | Video musical               |
| 2022 | Amores permitidos      | Jefe de piso   |                             |
| 2022 | Bloom                  | Anthony        | Cortometraje                |
| 2023 | Papá o mamá            | Vicente joven  |                             |
| 2024 | Without Blood          | Tito (30 años) | [ 12 ] [ 13 ] [ 14 ] [ 15 ] |